# 厳震直
厳 震直（げん しんちょく、至正4年（1344年） - 建文4年9月12日（1402年10月8日））は、明代の官僚・政治家。字は子敏。本貫は湖州烏程県。

## 生涯
洪武年間、富民として糧長に選ばれ、年に1万石の食糧を南京に運び入れ、期日に遅れることがなかった。洪武23年（1390年）、特別に通政司参議に任じられ、刑部郎中となった。洪武25年（1392年）、工部右侍郎に転じた。洪武26年（1393年）6月、工部尚書に進んだ。ときに朝廷では営建作事が盛んで、天下の工匠が南京に集められ、およそ20万戸あまりに達していた。震直は戸役ひとりごとにその姓名と官における作業所を登録し、仕事があるたびに登録を調べて交代でかれらを召し出したので、作事は順調に進められた。郷民がその弟甥を不法に訴えたことがあったが、洪武帝が震直に訊ねると、事情が具体的に明らかになり、洪武帝は訴えに騙されることなく、その弟甥を赦免した。12月、震直は罪に問われて御史に降格された。しばしば刑事事件の冤罪を晴らした。
洪武28年（1395年）、明軍が龍州の趙宗寿を討つことになり、震直は礼部尚書の任亨泰とともにベトナム陳朝への使節をつとめ、陳日焜に討伐の理由を説明し、趙宗寿に協力したり、亡命を受け入れたりしないよう要請した。帰国すると、利害を逐条で上奏し、洪武帝の意にかなった。ほどなく震直は桂林府興安県の霊渠の修築を命じられた。地勢を調査して湘江・漓江の水を導き、5000丈あまりの溝を浚渫し、渼潭と龍母祠の土堤150丈あまりを築いた。さらには中江の石堤の高さを増やし、急流に閘門36か所を建造し、舟での交通の障害になる川原石を除去して、水運を開通した。
洪武30年（1397年）2月、震直は「かつて広東では塩85万あまりを広西に運び、商人を召し出して買わせていました。今では年に運ぶ塩の量はちょうど10分の1になっています。30万8千あまりを分けて広東に貯蔵し、別に商人を募集して広西の糧衛所の粟を運び入れて、広東の塩業を支え、江西の南安府・贛州府・吉安府・臨江府の4府で塩を売却すれば、便益となりましょう」と上疏した。洪武帝はその提案に従った。江西に広く塩が行きわたったのは、これが始まりであった。4月、震直は右都御史に抜擢された。8月、再び工部尚書となった。
建文年間、山東で食糧輸送を監督した。ほどなく致仕した。建文4年（1402年）、永楽帝が即位すると、召し出されて謁見を受け、工部尚書のまま山西の巡視を命じられた。9月、沢州にいたり、病没した。享年は59。著書に『遣興集』があった。